# باري باريس
باري باريس Barry Paris (ولد في 6 فبراير 1948) هو كاتب وصحفي أمريكي. من أشهر أعماله كتابته سير حياة لممثلين سينمائيين منهم لويز بروكس وجريتو جاربو وأودري هيبورن. كما أنه يكتب في النقد السينمائي لمجلة بيتسبورج بوست جازيت. حصل باريس على جوائز عدة لعمله الصحفي أو السينمائي. وهو حاليا منشغل بكتابة سيرة حياة فرانكلين بيرس الرئيس الرابع عشر للولايات المتحدة.

## روابط خارجية
- باري باريس على موقع IMDb (الإنجليزية)
- باري باريس على موقع روتن توميتوز (الإنجليزية)
- باري باريس على موقع قاعدة بيانات الفيلم (الإنجليزية)